# Hangzhou-Bucht
Die Hangzhou-Bucht oder Bucht von Hangzhou (chinesisch 杭州灣 / 杭州湾, Pinyin Hángzhōu Wān, englisch Hangzhou Bay) liegt an der Mündung des Qiantang Jiang in das Ostchinesische Meer zwischen dem Nordosten der Provinz Zhejiang und dem Südosten der regierungsunmittelbaren Stadt Shanghai.
Die namensgebende Stadt Hangzhou befindet sich an ihrem westlichen Ende der Bucht. Östlich an der Buchtmündung sind die vielen kleinen Inseln der Zhoushan-Inselgruppe zu finden.
Die Hangzhou-Bucht ist für ihre Gezeitenwelle bekannt, die an der Mündung des Qiantang-Fluss als Springtide (錢塘江大潮 / 钱塘江大潮,  Qiántáng Jiāng Dàcháo, englisch Qiantang River Tide) bis zu acht Meter hoch und mit einer Geschwindigkeit von bis zu 30 km/h auftritt.

## Brückenverbindung über die Hangzhou-Bucht
Die Bucht wird seit dem 1. Mai 2008 von einer langen Brückenverbindung, der Hangzhou Wan Daqiao, überspannt. Die Hangzhou-Wan-Brücke ist offiziell mit 35,673 km Länge die weltweit zweitlängste Brücke, die über offenes Meer führt.